# Chifundo Mphasi
Chifundo Mphasi (ur. 17 października 2004 w Blantyre) – malawijski piłkarz grający na pozycji napastnika w klubie Kabwe Warriors.

## Kariera juniorska
Mphasi grał jako junior w Shamuel Academy do 2022.

## Kariera seniorska

### Kabwe Warriors
Mphasi przeniósł się do Kabwe Warriors w sezonie 2023/2024. Zajął wtedy z nimi 5. miejsce w Zambian Premier League.

## Kariera reprezentacyjna
| Mecze i gole w reprezentacji | Mecze i gole w reprezentacji | Mecze i gole w reprezentacji | Mecze i gole w reprezentacji | Mecze i gole w reprezentacji      | Mecze i gole w reprezentacji | Mecze i gole w reprezentacji | Mecze i gole w reprezentacji         |
| Malawi U-23                  | Malawi U-23                  | Malawi U-23                  | Malawi U-23                  | Malawi U-23                       | Malawi U-23                  | Malawi U-23                  | Malawi U-23                          |
| Lp.                          | Data                         | Miejsce                      | Gospodarz                    | Gość                              | Wynik                        | Gol                          | Rozgrywki                            |
| ---------------------------- | ---------------------------- | ---------------------------- | ---------------------------- | --------------------------------- | ---------------------------- | ---------------------------- | ------------------------------------ |
| 1.                           | 28.03.2022                   | Kadriye                      | Togo U-23                    | Malawi U-23                       | 3:0                          |                              | Mecz towarzyski                      |
| Malawi                       |                              |                              |                              |                                   |                              |                              |                                      |
| Lp.                          | Data                         | Miejsce                      | Gospodarz                    | Gość                              | Wynik                        | Gol                          | Rozgrywki                            |
| 1.                           | 14.06.2023                   | Maputo                       | Mozambik                     | Malawi                            | 1:1                          |                              | Mecz towarzyski                      |
| 2.                           | 20.06.2023                   | Maputo                       | Etiopia                      | Malawi                            | 0:0                          |                              | PNA 2023 – kwalifikacje              |
| 3.                           | 06.07.2023                   | Umlazi                       | Zambia                       | Malawi                            | 0:1                          |                              | Puchar COSAFA 2023                   |
| 4.                           | 11.07.2023                   | Umlazi                       | Malawi                       | Komory                            | 2:0                          |                              | Puchar COSAFA 2023                   |
| 5.                           | 14.07.2023                   | Umlazi                       | Malawi                       | Lesotho                           | 1:1 k. 0:3                   |                              | Puchar COSAFA 2023                   |
| 6.                           | 16.07.2023                   | Umlazi                       | Południowa Afryka            | Malawi                            | 0:0 k. 5:3                   |                              | Puchar COSAFA 2023                   |
| 7.                           | 17.11.2023                   | Monrovia                     | Liberia                      | Malawi                            | 0:1                          | Gol                          | Mistrzostwa Świata 2026 – eliminacje |
| 8.                           | 21.11.2023                   | Lilongwe                     | Malawi                       | Tunezja                           | 0:1                          |                              | Mistrzostwa Świata 2026 – eliminacje |
| 9.                           | 23.03.2024                   | Lilongwe                     | Malawi                       | Kenia                             | 0:4                          |                              | Mecz towarzyski                      |
| 10.                          | 26.03.2024                   | Lilongwe                     | Malawi                       | Zambia                            | 1:2                          |                              | Mecz towarzyski                      |
| 11.                          | 06.06.2024                   | Lilongwe                     | Malawi                       | Wyspy Świętego Tomasza i Książęca | 3:1                          | Gol                          | Mistrzostwa Świata 2026 – eliminacje |
| 12.                          | 10.06.2024                   | Malabo                       | Gwinea Równikowa             | Malawi                            | 1:0                          |                              | Mistrzostwa Świata 2026 – eliminacje |